# Archaeoprepona meander
Archaeoprepona meander es una especie de lepidóptero de la familia Nymphalidae. Es originaria desde México hasta la Cuenca del Amazonas.

## Subespecies
- Archaeoprepona meander meander (Surinam, ...)
- Archaeoprepona meander megabates (Perú, Bolivia, Panama, Colombia)
- Archaeoprepona meander phoebus (Honduras, México)
- Archaeoprepona meander castorina (Brasil)